# Delias vidua
Delias vidua är en fjärilsart som beskrevs av James John Joicey och Talbot 1922. Delias vidua ingår i släktet Delias och familjen vitfjärilar. Inga underarter finns listade i Catalogue of Life.